# 臺灣省政府主席
臺灣省政府主席（通常簡稱為臺灣省主席、內部簡稱省府主席）是中華民國臺灣省最高行政首長，同時為臺灣省政府的主官，由行政院會議提名中華民國總統任命，負責掌理省政府轄屬的各項政務。此官職起始於1947年5月16日，曾自1994年12月21日起改制為臺灣省省民直選之臺灣省省長，法定任期四年；其後因臺灣省政府功能業務與組織調整實施，1998年12月21日起再復此職。2018年7月1日，行政院啟動將省政府業務併入中央政府，該職位懸缺至今。2019年起正式歸入行政院業務預算中，省政府預算歸零。

## 沿革
1947年二二八事件，有鑑於臺灣多數本省人對陳儀為首的臺灣省行政長官公署強烈不滿，4月22日，國民政府行政院會議決議撤銷臺灣省行政長官公署，並正式改組為臺灣省政府，以省政府主席為全省最高首長，與其他省份相同。1947年5月16日，臺灣省政府正式成立，魏道明出任首任主席。省政府主席並負責召集省政府各廳、處等一級機關首長召開省政會議。
由於第二次國共內戰以來動亂的政治情勢，導致臺灣省自治遲遲無法完全實行，雖然立法機關臺灣省議會議員為民選，省政府首長仍長期為中央政府派任的政務官主席。1994年實施《省縣自治法》後，臺灣省實行地方自治，臺灣省政府主席依法改為民選的臺灣省省長（簡稱臺灣省長、省長）。
1998年12月實施臺灣省政府功能業務與組織調整（精省）後，省長一職恢復為中央政府指派的省政府主席；但由於省政府的職權被大幅度削減，省主席一職已形同冗職。2006年1月25日，原臺灣省政府主席林光華退休，中央政府一直未派任新任省主席，僅行政運作授權臺灣省政府秘書長鄭培富決行，省主席的職位懸缺近兩年之久。直至2007年12月7日發布中華民國總統令，任命時任行政院政务委员林錫耀兼任臺灣省政府委員並為主席，政務委員兼任省主席漸成慣例，維持至2018年6月30日，行政院停止派任省主席為止。
|  |  |

### 臺灣省歷任行政首長
中國國民黨
  民主進步黨
  無黨籍
| 歷任行政首長列表         | 歷任行政首長列表         | 歷任行政首長列表         | 歷任行政首長列表         | 歷任行政首長列表         | 歷任行政首長列表         | 歷任行政首長列表                                                   |
| 任次                     | 肖像                     | 姓名 (生–卒)             | 在任時間                 | 在任時間                 | 籍貫                     | 備註                                                               |
| 臺灣省政府主席（精省前） | 臺灣省政府主席（精省前） | 臺灣省政府主席（精省前） | 臺灣省政府主席（精省前） | 臺灣省政府主席（精省前） | 臺灣省政府主席（精省前） |                                                                    |
| ------------------------ | ------------------------ | ------------------------ | ------------------------ | ------------------------ | ------------------------ | ------------------------------------------------------------------ |
| 1                        |                          | 魏道明 （1899–1978）     | 1947年5月16日            | 1949年1月5日             | 江西九江                 |                                                                    |
| 2                        |                          | 陳誠 （1898–1965）       | 1949年1月5日             | 1949年12月21日           | 浙江青田                 |                                                                    |
| 3                        |                          | 吳國楨 （1903–1984）     | 1949年12月21日           | 1953年4月16日            | 湖北建始                 |                                                                    |
| 4                        |                          | 俞鴻鈞 （1898–1960）     | 1953年4月16日            | 1954年6月7日             | 廣東新會荷塘             | 轉任行政院院長                                                     |
| 5                        |                          | 嚴家淦 （1905–1993）     | 1954年6月7日             | 1957年8月16日            | 江蘇吳縣                 |                                                                    |
| 6                        |                          | 周至柔 （1899–1986）     | 1957年8月16日            | 1962年12月1日            | 浙江台州                 |                                                                    |
| 7                        |                          | 黃杰 （1902–1995）       | 1962年12月1日            | 1969年7月5日             | 湖南長沙                 | 轉任國防部部長                                                     |
| 8                        |                          | 陳大慶 （1904–1973）     | 1969年7月5日             | 1972年6月6日             | 江西崇義                 | 轉任國防部部長                                                     |
| 9                        |                          | 謝東閔 （1908–2001）     | 1972年6月6日             | 1978年5月20日            | 台灣彰化二水             | 轉任副總統 首位臺灣省籍省政府主席                                  |
| 代理                     |                          | 瞿韶華 （1914–1996）     | 1978年5月20日            | 1978年6月11日            | 河北定興                 | 省政府秘書長代理                                                   |
| 10                       |                          | 林洋港 （1927–2013）     | 1978年6月12日            | 1981年12月5日            | 台灣南投魚池             | 轉任內政部部長                                                     |
| 11                       |                          | 李登輝 （1923–2020）     | 1981年12月5日            | 1984年5月20日            | 台灣台北三芝             | 轉任副總統                                                         |
| 代理                     |                          | 劉兆田 （1920–）         | 1984年5月20日            | 1984年6月8日             | 江西永新                 | 省政府秘書長代理                                                   |
| 12                       |                          | 邱創煥 （1925–2020）     | 1984年6月9日             | 1990年6月16日            | 台灣彰化田尾             |                                                                    |
| 13                       |                          | 連戰 （1936–）           | 1990年6月16日            | 1993年2月25日            | 台灣台南市中西區         | 轉任行政院院長                                                     |
| 代理                     |                          | 凃德錡 （1934–2011）     | 1993年2月27日            | 1993年3月19日            | 台灣嘉義                 | 省政府秘書長代理                                                   |
| 14                       |                          | 宋楚瑜 （1942–）         | 1993年3月20日            | 1994年12月20日           | 湖南湘潭                 |                                                                    |
| 臺灣省省長               |                          |                          |                          |                          |                          |                                                                    |
| 1                        |                          | 宋楚瑜 （1942–）         | 1994年12月20日           | 1998年12月21日           | 湖南湘潭                 | 臺灣史上唯一一位省長 政務副省長：林豐正、賴英照 常務副省長：吳容明 |
| 臺灣省政府主席（精省後） |                          |                          |                          |                          |                          |                                                                    |
| 15                       |                          | 趙守博 （1941–）         | 1998年12月21日           | 2000年5月2日             | 台灣彰化鹿港             | 副主席：江清馦                                                     |
| 代理                     |                          | 江清馦 （1942–2018）     | 2000年5月2日             | 2000年5月19日            | 台灣嘉義竹崎             | 省政府副主席代理                                                   |
| 16                       |                          | 張博雅（1942–）          | 2000年5月20日            | 2002年2月1日             | 台灣嘉義市               | 臺灣史上唯一一位女性省主席 副主席：莊碩漢 內政部部長兼任           |
| 17                       |                          | 范光群 （1939–）         | 2002年2月1日             | 2004年10月13日           | 台灣新竹                 | 副主席：陳錦煌→侯家國                                              |
| 18                       |                          | 林光華 （1945–）         | 2004年10月13日           | 2006年1月25日            | 台灣新竹                 | 副主席：侯家國→廖永來 · 首位 民主進步黨籍省政府主席                |
| 代行                     |                          | 鄭培富 （1954–）         | 2006年1月25日            | 2007年12月7日            | 台灣南投草屯             | 行政院授權省秘書長代行職權                                         |
| 19                       |                          | 林錫耀 （1961–）         | 2007年12月7日            | 2008年5月20日            | 台灣宜蘭                 | 行政院政務委員兼任                                                 |
| 20                       |                          | 蔡勳雄 （1941–）         | 2008年5月20日            | 2009年9月10日            | 台灣彰化                 | 行政院政務委員兼任 轉任行政院經濟建設委員會主任委員                |
| 21                       |                          | 張進福 （1948–）         | 2009年9月10日            | 2010年2月26日            | 台灣台北鶯歌             | 行政院政務委員兼任                                                 |
| 22                       |                          | 林政則 （1944–）         | 2010年2月26日            | 2016年5月20日            | 台灣新竹                 | 行政院政務委員兼任 為精省後任期最長的省政府主席                    |
| 23                       |                          | 施俊吉 （1955–）         | 2016年5月20日            | 2016年6月29日            | 台灣彰化                 | 行政院政務委員兼任 轉任臺灣證券交易所董事長                        |
| 24                       |                          | 許璋瑤 （1951–）         | 2016年6月29日            | 2017年11月6日            | 台灣高雄阿蓮             | 行政院政務委員兼任 轉任臺灣證券交易所董事長                        |
| 25                       |                          | 吳澤成 （1945–）         | 2017年11月6日            | 2018年6月30日            | 台灣宜蘭礁溪             | 行政院政務委員兼任                                                 |

## 外部連結
- 臺灣省政府（存檔，原網站已關閉）
- 國家圖書館. . 2007年版  [2011-06-07]. （原始内容存档于2012-01-16）. 類表編：參考圖表「臺灣省主席及省長一覽表」 ，2008年3月31日更新。（繁體中文）（2402KB）